# Sail Away
Sail Away is het derde studioalbum van de Amerikaanse singer-songwriter Randy Newman. Het album speelt een sleutelrol in het repertoire van Newman en bevat verschillende van zijn bekendste nummers. Muzikaal houdt Newman op deze plaat het midden tussen het orkestrale geluid van zijn debuut Randy Newman en het rockgeluid van 12 Songs.
Het album is een goed voorbeeld van Newmans sarcastische muzikale satire. Op titeltrack Sail Away nestelt hij zich in de huid van een Amerikaanse slavendrijver. Hij probeert zijn potentiële slaven te overtuigen aan boord te gaan van zijn schip, en mee te komen naar Amerika, een land dat hij afspiegelt als een land van geluk en overvloed. In Political Science neemt Newman de wereldpolitiek op de hak, waarin het door de Amerikanen platbombarderen van de wereld een oplossing zou zijn voor overbevolking en honger.

## Tracklist
1. Sail Away - 2:56
2. Lonely at the Top - 2:32
3. He Gives Us All His Love - 1:53
4. Last Night I Had a Dream - 3:01
5. Simon Smith and the amazing dancing bear - 2:00
6. Old Man - 2:42
7. Political Science - 2:00
8. Burn On - 2:33
9. Memo to My Son - 1:56
10. Dayton, Ohio - 1903 - 1:47
11. You Can Leave Your Hat On - 3:11
12. God's Song (That's Why I Love Mankind) - 3:36